# エフゲニー・フョードロフ
エフゲニー・コンスタンチノヴィチ・フョードロフ（ロシア語: Евге́ний Константи́нович Фёдоров、英語: Yevgeny Konstantinovich Fyodorov、1910年4月10日 - 1981年12月30日）は、ロシアの地球物理学者、科学行政家。

## 経歴
1910年にモルドバベンデルで出生。1932年にレニングラード大学で学位を取得し、卒業。1937年から翌年まで Soviet and Russian manned drifting ice stations に参加し、イヴァン・パーパニン (Ivan Papanin) 隊に同行した。帰国後の1938年3月22日にソ連邦英雄を授与された。
1947年にロシア科学アカデミー副会員、1960年に同アカデミー会員に昇格した。1957年から1963年まで Российский Пагуошский комитет の副委員長を務めた。1976年には国際気象機関賞を受賞した。
1981年に死去。墓所はモスクワの Novodevichy Cemetery。

## 受賞歴
- ソ連邦英雄（1938年）
- スターリン国家賞（1946年）
- 国際気象機関賞（1976年）
- レーニン勲章

## 著書
- 『北極日記』
- 『人間と自然』